# Electronica (fira)
Electronica és una fira per a la indústria electrònica. Els expositors que hi participen presenten components electrònics, sistemes, aplicacions i serveis.

## Visió general

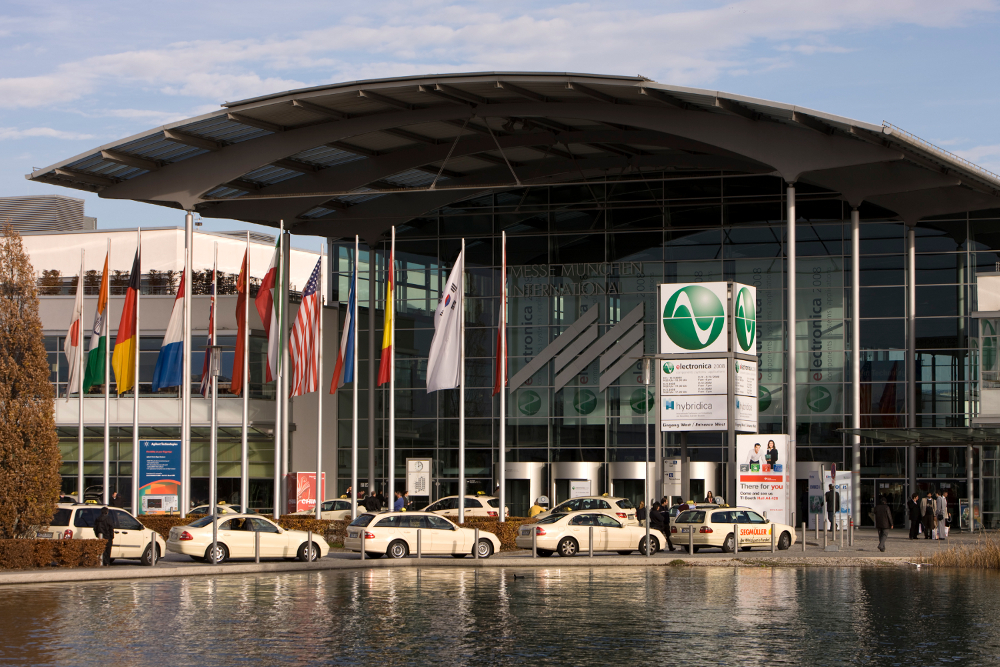
La Neue Messe München

Organitzat per Messe München, Electronica se celebra al recinte firal Messe München cada dos anys al novembre (alternant amb productronica) des de 1964. L'edició de 2020 es va celebrar en línia a causa de la pandèmia de COVID.

## Electronica embedded i Electronica automotive
Electronica posa especial èmfasi en l'automoció i l'electrònica de vehicles i en els sectors de maquinari i programari encastats amb dos sectors especials d'exposició, és a dir, “electronica automotive” i “electronica embedded”. A més de les zones expositives de la mateixa fira, electronica també compta amb l'"Automotive Forum", la "Electronica Automotive Conference" i el "Embedded Forum" com a plataformes d'esdeveniments addicionals per als visitants i expositors d'aquests sectors. Per primera vegada, la fira de 2012 també va comptar amb la nova "conferència de plataformes incrustades" que es va dirigir als enginyers de sistemes encastats que podien recopilar informació sobre la selecció de la plataforma adequada per a les seves necessitats.

## Conferències i fòrums addicionals
La fira Electronica s'acompanya d'un ampli programa d'actes relacionats. A més dels esmentats fòrums i conferències sobre electrònica d'automoció i vehicles i maquinari i programari encastats, inclouen principalment els següents esdeveniments:
- “Wireless Congress”: el congrés s'adreça a desenvolupadors, dissenyadors de sistemes, decisors tecnològics, gestors de projectes i agències governamentals del sector de sistemes sense fil. Està organitzat per Electronica juntament amb Weka Fachmedien GmbH i ZVEI.
- “Fòrum electrònic”: Durant els quatre dies de la fira es fan conferències i taules de discussió sobre temes d'actualitat del sector al fòrum electronica. Els temes van des de noves tecnologies i desenvolupaments del mercat fins a temes generals com l'educació i la formació.
- "PCB & Components Market Place": el PCB & Components Market Place és un fòrum per a conferències i debats sobre semiconductors, altres portadors de circuits i EMS.
- "CEO Round Table": la taula rodona amb directors generals i CEO internacionals examina els últims temes d'interès per al sector. Està organitzat per Messe München GmbH.

A més d'Electronica a Munic, Messe München International també organitza altres fires internacionals per a la indústria electrònica a l'estranger, com Electronica Asia (estilitzada com electronic Asia) a Hong Kong, Electronica China (estilitzada com electronica China) i productronica China a Xangai, i Electronica India. (estilitzat com electronica India) i productronica India (alternant entre Bangalore i Nova Delhi).